# Leptocometes obscurus
Leptocometes obscurus là một loài bọ cánh cứng trong họ Cerambycidae.